# طاهر أبو زيد
طاهر أبو زيد أو مارادونا النيل كما يلقبه الجمهور  من أشهر لاعبي كرة القدم في مصر ، ووزير الرياضة في حكومة الدكتور حازم الببلاوي.
بدأ طاهر أبو زيد اللعب في أسيوط إلى ان اجتاز اختبارات النادي الأهلي وأصبح لاعبا من الناشئين إلى أن تم ترقيته إلى الفريق الأول وشارك في العديد من البطولات وحصل على لقب هداف بطولة العالم للشباب في أستراليا 1981، هداف كأس الأمم الأفريقية 1984 بساحل العاج برصيد 4 أهداف، اشتهر بتسديداته القوية المحكمة ولعل أشهرها على الإطلاق هدفه في بادو الزاكي حارس مرمى المنتخب المغربي في نهائيات كأس الأمم الإفريقية بالقاهرة 1986 في الدور قبل النهائي لتفوز مصر على المغرب لأول مرة منذ ما يقرب من 30 سنة . شارك مع منتخب مصر في كأس العالم 1990 في إيطاليا.

## النشأة
الاسم بالكامل هو : طاهر أبو زيد سيد عامر، ولد في يوم 1 أبريل لعام 1962 في مدينة البدارى بمحافظة اسيوط.. والده هو مدرس اللغة الإنجليزية الأستاذ أبو زيد سيد عامر الذي أصبح مدير مدرسة فيما بعد وقد أطلق عليه هذا الاسم بسبب حبة للإعلامي الكبير طاهر أبو زيد صاحب الأعمال الإذاعية الناجحة.
بدأ حكايته مع الكرة في الشوارع المجاورة لبيته مع جيرانه وحين التحق بمدرسة عثمان بن عفان الابتدائية إلى ان تخرج من معهد تعاون بصعوبه بدأ الفتي الصغير ممارسة الكرة أكثر وأكثر. بعد أن انتقلت عائلته إلى القاهرة وهو في سن العاشرة قرر التوجه لنادي إسكو للخضوع لاختبارات الناشئين فأعجب الكابتن عصمت قينون -مدير قطاع الناشئين -بالصغير طاهر أبو زيد وطلب منه الانضمام لناشئي النادي القريب من منزله وهو ما قابله نجمنا بالموافقة والفرح. وفي اليوم التالي كان من المقرر أن يعود نجمنا إلي النادي للتوقيع علي استمارة الالتحاق بالنادي ولكن والده اعترض بسبب صغر سنه وإمكانية تعارض لعب الكرة مع مستقبله بالمدرسة. وحين تأخر اللاعب الواعد علي قينون أوفد أحد الأفراد ليعرف سبب غيابه فعلم برفض الأب مزاولته للكرة وحين حاول إقناعه أصر علي موقفه.
وكأن القدر كان يخبيء للموهبة القادمة مفاجأة بعدم الانضمام لإسكو حيث إكتشفه الكابتن شاكر عباده أحد كشافي الأهلي، حيث دخل النادى الأهلى أول مرة ضمن اختبارات الناشئين يوم 15 يونيو 1973 بصحبة كشاف الأهلى المتميز شاكر عبادة حيث استقبله د.عمرو أبو المجد المسئول عن مدرسة الكرة في ذلك الوقت الذي أولاه عنايته ورعايته. وفي أول اختبار له تم اختياره للعب لفريق 13 سنة ثم انضم في ديسمبر 1973 إلى فريق الناشئين تحت 14 سنة وأهلته موهبته للاشتراك في مباريات فريق الناشئين تحت 15، 17 سنة رغم صغر سنه وساهم خلالها في فوز الأهلى بكل بطولات الناشئين وسجل بمفرده 159 هدفا. وفي عام 1979 انضم للفريق الأول وعمره لا يتجاوز 17 عاما بعد أن لفت نظر المدرب المجرى «هيديكوتى» في مباراة الأهلى والزمالك تحت 17 سنة وسجل يومها هدفى الفوز للأهلى.
يتذكر أبو زيد.. حينما تم اختيارى لألعب لفريق تحت 14 سنة كنت أصغر من مثل الاهلى في تلك المسابقة، بل ربما كنت أيضا اصغر من لعب الكرة رسميًا في مصرا! ويقول منذ البداية توقع الجميع ان ألمع بسرعة.. كنت المح في عيونهم نظرات الحب كنت لكنى لمحت أيضا نظرات مشفقة بسبب ضآلة حجمي حيث كان جسمى صغيرا ولكن الله أحاطنى برعايته حيث نما جسمى في فترة صغيرة. وفي عام 1979 تم اختياره للعب في الفريق الأول وهو دون السابعة عشر من عمره ورغم هذا لعب مع جيل العمالقة وكان اختيار النجم الموهوب للفريق الأول منطقيا فقد أحرز في مباريات الناشئين 240 هدفا في خمس مواسم كما سجل في موسم 76/75 رقما قياسيا من الاهداف بلغ 49 هدفا وهو رقم قياسي لم يحققه ناشئ حتى الآن.. أبوزيد يرى أن الهداف لايصنع بل يولد هدافًا بالفطرة حيث ان الموهبة هي الأهم في تكوين الهداف.. ثم يتم تنمية الموهبة بالتدريب ويقول أن لاعبًا مثل مارادونا لا يمكن صناعته بالتدريب وهو يعتز كثيرا جداً بلقب مارادونا النيل.

## بداية التألق
وفي عام 1981 قاد طاهر منتخب الناشئين في كأس العالم التي أقيمت بأستراليا تحت قيادة المدير الفني الكابتن هاني مصطفي. ولم يكن طاهر مجرد لاعب عادي فقد كان كابتن هذا المنتخب كما فاز بالحذاء الفضى ولقب ثاني هدافى هذه البطولة باربعة أهداف وهو نفس رصيد صاحب الحذاء الذهبي لكنهم قرروا منح أبوزيد الحذاء الفضى لأن أحد أهدافه كانت من ضربة جزاء.. يتذكر أبوزيد مباراة البطولة وأحداثها كأنها جرت أمس الأول ويقول : «كانت مجموعتنا تضم اقوى فريقين في البطولة.. ألمانيا الذي فازت باللقب في النهاية والثانى هو منتخب أسبانيا أحد المصنفين والمرشحين للقب.. وتوقع الجميع في القاهرة أن يخسر الفريق المصرى كل مبارياته.. لكننا تعادلنا مع أسبانيا ثم هزمنا ألمانيا وفزنا بصدارة مجموعتنا وصعدنا إلى دور الثمانية. لنلعب مع إنجلترا ولعب الفريق الانجليزى مباراة رائعة حيث حاصرنا في منتصف ملعبنا لكننا أحرزنا هدفين متتاليين من هجمتين مرتدتين وقبل نهاية الشوط الأول بدقائق أحرز فريق إنجلترا هدفا انتهى به الشوط الأول 2/ 1 لصالحنا. وفي الشوط الثاني توالى هجوم إنجلترا ليفوز فريقها 2/4 بعد ان قدم فريقنا عرضا طيبا»
وذهب الفريق المصري إلى الصين وشارك في دورة السور العظيم وعاد طاهر أيضا يحمل لقب الهداف أيضًا.
وكانت أول مباراة رسمية له مع النادي الأهلي المصري في بطولة الدوري العام امام السويس وفاز الاهلي 1/ صفر.. وشارك طاهر في هذه المباراة مع جيل العمالقة صفوت عبد الحليم وطاهر الشيخ ومصطفي عبده والخطيب، وقد انضم طاهر أبو زيد للمنتخب القومي المصري في أكتوبر 1982، وفي نفس الشهر لعب أول مباراة دولية امام زامبيا في الاحتفال باليوبيل الفضي بمرور 25 عاما علي إنشاء الاتحاد الأفريقي.. وافتتح طاهر رصيد اهدافه الدولي بهدفين احرزهما في هذا اللقاء ثم بقى يلعب باسم مصر حتى عام 1990 وخاض 59 مباراة دولية ونال شرف اللعب في كاس العالم امام أيرلندا لمدة ربع ساعة فقط بسبب خلافه مع الجوهرى كما كان لطاهر الدور الأكبر في فوز مصر بكأس الأمم الإفريقية التي أقيمت بالقاهرة في مارس 1986 بعد أن حطم عقدة المغرب بالهدف الذي سجله في مرمى حارس المغرب العملاق بادو الزاكى من ضربة حرة مباشرة في الدقيقة 34 من الشوط الثاني في الدور قبل النهائى باستاد القاهرة يوم الاثنين 17 مارس 1986 وفازت مصر 1/ صفر وتأهلت للنهائى وفازت بالبطولة على حساب الكاميرون.
خاض أبو زيد تجربة الاحتراف حيث احترف في صفوف نادى صحار العماني في أغسطس 1991 ولم يستمر وعاد إلى النادى الأهلى في 10 ديسمبر 1991 بسبب المشاكل التي واجهها مع إدارة الأهلى..وفي عام 1992 هتف باسمه كل الجمهور الأحمر عندما أرسل قذيفة مدوية في الوقت القاتل من نهائى كأس مصر ضد الزمالك فارتدت من الحارس حسين السيد إلى قدم أيمن شوقى فسجل بهدف هدف الفوز.

## الاعتزال
بعد حياة كروية حافلة بالإنجازات، ورصيد كبير من حب الجماهير، وبعد مساهمته الكبيرة في الفوز ببطولة كأس مصر عام 1992 إلا أن إدارة النادي الأهلي المصري قررت الاستغناء عن 7 لاعبين دفعة واحدة فيما عرف بـ «المذبحة الكبرى»، وكانت المفاجأة المدوية أن من بين الأسماء هو اسم الكابتن / طاهر أبو زيد صاحب الـ 31 عاماً، بالإضافة إلى كابتن / علاء ميهوب، وكابتن / ربيع ياسين، وعلى الرغم من حصول كابتن / طاهر على العديد من العروض إلا أنه قرر الاعتزال والإتجاه إلى خدمة النادي الأهلي بشكل آخر.
وقد جاءت مباراة اعتزال كابتن / طاهر أبو زيد مثيرة، حيث استطاع أن يقلب النتيجة ويحرز هدف التعادل للأهلي من ضربة حرة مباشرة والتي طالما اشتهر بها، ليشير للجماهير بعدها بالنهاية ويخرج من الملعب وقد ترك أثر لا يمكن أن ينمحي من ذاكرة محبي وعشاق النادي الأهلي.
وبعد اعتزاله شارك مع المنتخب المصري في بطولة امم أفريقيا للكرة الخماسية وقاد المنتخب إلى بطولة العالم في إسبانيا وشارك في البطولة أيضا
وقد فاز مع الاهلي بخمس بطولات أفريقية وبدرع الدورى سبع مرات وكاس مصر خمس مرات وبعد اعتزاله مباشرة
نجح في الحصول على ثقة أعضاء الأهلى وتم انتخابه عضوا بمجلس الإدارة دورتين متتاليتين.

## إنجازاته وبطولاته
- شارك في كأس العالم المقام في إيطاليا سنة 1990
- الدوري المصري 7 مرات
- كأس مصر 5 مرات
- بطولة أفريقيا للأندية أبطال الدوري مرتين
- بطولة أفريقيا للأندية أبطال الكأس 3 مرات
- الكأس الأفرواسيوى مرة
- كاس الأتحاد المصري مرة
- كأس الأمم الأفريقية مع المنتخب عام 1986
- هداف كأس العالم للناشئين عام 1981 بأربعة أهداف.
- أفضل لاعب عربي عام 1987 في استفتاء جريدة الوطن الكويتية
- شارك مع المنتخب في أربعة بطولات دولية مختلفة (كأس العالم للناشئين 1981, الدورة الأولمبية بلوس أنجلوس عام 1984، كأس الأمم الأفريقية 1986، كأس العالم للكرة الخماسية عام 1997

ولة أكثر من دور في مجلس إدارة الاهلى وهو الآن محلل في قنوات ارت ولة هدف شهير في مرمى حارس الكاميرون نوانكو

## روابط خارجية
- طاهر أبو زيد على موقع الاتحاد الدولي (مؤرشف)  (الإنجليزية)
- طاهر أبو زيد على موقع قاعدة بيانات كرة القدم.إي يو (الإنجليزية)
- طاهر أبو زيد على موقع ناشيونال فوتبول تيمز (الإنجليزية)
- طاهر أبو زيد على موقع Soccerway.com (الإنجليزية)
- طاهر أبو زيد على موقع أوليمبيديا (الإنجليزية)